# Лейктаун (Вісконсин)
Лейктаун (англ. Laketown) — місто (англ. town) в США, в окрузі Полк штату Вісконсин. Населення — 1024 особи (2020).

## Демографія
Згідно з переписом 2010 року, у місті мешкала 961 особа в 397 домогосподарствах у складі 281 родини. Було 538 помешкань
Расовий склад населення:
| - 97,8 % — білих - 0,8 % — корінних американців - 0,5 % — чорних або афроамериканців - 0,3 % — азіатів |

До двох чи більше рас належало 0,4 %. Частка іспаномовних становила 1,7 % від усіх жителів.
За віковим діапазоном населення розподілялося таким чином: 21,4 % — особи молодші 18 років, 64,0 % — особи у віці 18—64 років, 14,6 % — особи у віці 65 років та старші. Медіана віку мешканця становила 45,4 року. На 100 осіб жіночої статі у місті припадало 104,0 чоловіків;  на 100 жінок у віці від 18 років та старших — 108,0 чоловіків також старших 18 років.
Середній дохід на одне домашнє господарство  становив 73 987 доларів США (медіана — 54 583), а середній дохід на одну сім'ю — 80 848 доларів (медіана — 59 500). Медіана доходів становила 42 337 доларів для чоловіків та 40 139 доларів для жінок. За межею бідності перебувало 15,5 % осіб, у тому числі 34,8 % дітей у віці до 18 років та 7,4 % осіб у віці 65 років та старших.
Цивільне працевлаштоване населення становило 378 осіб. Основні галузі зайнятості: освіта, охорона здоров'я та соціальна допомога — 20,4 %, виробництво — 17,2 %, сільське господарство, лісництво, риболовля — 11,4 %, роздрібна торгівля — 9,8 %.